# Luca era gay
Luca era gay è una canzone scritta ed interpretata da Povia, presentata al Festival di Sanremo 2009, dove si è classificata al secondo posto dietro  a Marco Carta con il suo brano La forza mia, ed inserita nell'album Centravanti di mestiere. Nel 2009 ha vinto il Premio Mogol come miglior testo dell'anno. Il singolo ha inoltre raggiunto la terza posizione nella classifica FIMI.

## Descrizione
Secondo le dichiarazioni dell'autore, si tratterebbe della storia di un uomo (il "Luca" del titolo) che in seguito ad una situazione familiare difficile diverrebbe omosessuale. Il protagonista del brano, infatti, soffre per la lontananza del padre ed è influenzato dall'attaccamento morboso della madre e dalle sue parole "non sposarti mai", tanto da sentire di tradirla se mai dovesse avere una relazione con un'altra donna. Tuttavia, alla fine l'uomo conosce una donna, la sposa e ha dei figli da lei. 
Nel testo, inoltre, viene spiegato che il periodo in cui questo Luca si sarebbe creduto omosessuale non ha a che fare con una malattia, come pure il successivo momento in cui ha compreso meglio il suo orientamento sessuale non è stata una "guarigione".

## Controversie
L'annuncio del titolo del brano con cui Povia avrebbe partecipato al Festival di Sanremo viene dato nel dicembre 2008. Intorno al titolo ed alle anticipazioni del tema del brano si scatena una serie di polemiche da parte delle associazioni LGBT, al punto che l'Arcigay fonda un gruppo su Facebook chiamato "Non lasciamo che Povia canti di ex-gay a Sanremo", e lo stesso cantante è oggetto di una interrogazione parlamentare per una presunta violazione della Carta dei diritti fondamentali dell'Unione europea, mentre l'Associazione Radicale Certi Diritti invia un esposto all'Autorità garante delle comunicazioni per valutare una eventuale violazione del codice etico della RAI, l'azienda che trasmetterà il festival.
Povia si esibisce sul palco dell'Ariston il 17 febbraio, cantando come ultimo cantante in gara, e terminando la propria performance mostrando un cartello con su scritto "Nessun uomo in fondo sa come è fatto un altro". Dopo l'esibizione prende la parola Franco Grillini, che invita Povia a "capire la felicità dei gay", e Paolo Bonolis, presentatore della manifestazione canora, si schiera in difesa della libertà d'espressione del cantante, seppur non condividendo i contenuti del brano. Nella stessa serata sale sul palco anche l'attore Roberto Benigni, che fa alcune dichiarazioni a favore degli omosessuali applaudite dalla standing ovation del pubblico, sostenendo che gli omosessuali non sono fuori dal piano di Dio. Nel corso della quarta serata del Festival, il 20 febbraio, Povia si è esibito accompagnato dagli attori Massimiliano Varrese e Rossella Infanti e dal disegnatore Alessandro Matta, che ha illustrato alcuni versi del brano su delle tavole. Al termine, il cantante mostra un nuovo cartello con su scritto "Serenità è meglio che felicità", che appare una risposta alle parole di Grillini. Il 21 febbraio ha sfilato a Sanremo una manifestazione organizzata da associazioni quali l'AGedO e l'Arcigay, benché il presidente nazionale Aurelio Mancuso abbia sottolineato che il corteo non fosse contro la canzone, ma intendesse soltanto sottolineare che essere omosessuali non ha alcun riscontro nell'aver subito difficili situazioni familiari in età adolescenziale.. La canzone si è classificata al secondo posto, dietro alla vincitrice La forza mia di Marco Carta, ottenendo il premio della sala stampa radio-TV.
Durante la puntata n. 133 di Striscia la notizia del 24 febbraio 2009 è stato trasmesso un servizio di repertorio del 2007, nel quale un certo Luca dichiarava di avere cambiato orientamento sessuale dopo avere subito un percorso di terapia riparativa denominato Arkeon, e le immagini si alternavano con l'esecuzione della canzone di Povia, ipotizzando che il Luca cui si riferisce il testo fosse lo stesso "ex gay". Il giorno seguente il cantautore ha affermato durante la trasmissione di Rai Uno Festa italiana, in risposta a questo servizio, di avere conosciuto nel 2004, su un treno diretto da Roma a Milano, il personaggio a cui si è ispirato, che in realtà non si chiama Luca, e che gli avrebbe scritto una lettera, che Povia ha letto nell'occasione.

### I cartelli
Dopo ogni esibizione al Festival di Sanremo 2009, Povia ha esposto un cartello sul quale era scritta, volta per volta, una delle frasi riportate qui sotto, come a voler chiudere il brano:
- «Nessuno in fondo sa com'è fatto un altro» - Prima serata 17 febbraio 2009
- «Nessuno ha sempre ragione» - Seconda serata 18 febbraio 2009
- «Serenità è meglio che felicità» - Quarta serata 20 febbraio 2009
- «Ognuno difende la sua verità» - Serata finale (prima esibizione) 21 febbraio 2009
- «Ci prendiamo troppo sul serio» - Serata finale (seconda esibizione) 21 febbraio 2009
- «Il percorso è più importante del traguardo» - Domenica In 22 febbraio 2009 (citazione del motto «L'importante è partecipare» di Pierre de Coubertin)[15]

## Premi
La canzone vince al Festival di Sanremo 2009 il Premio della Critica Radio-TV, assegnato dalla testate giornalistiche accreditate alla manifestazione canora.

## Classifiche
| Classifica (2009) | Posizione massima |
| ----------------- | ----------------- |
| Italia            | 3                 |

### Classifiche di fine anno
| Classifica (2009) | Posizione |
| ----------------- | --------- |
| Italia            | 42        |

## Musicisti
- Povia - voce, chitarra acustica
- Davide Piscopo - batteria[18]
- Alessio Buccella - pianoforte e tastiere
- Leonardo Marcucci - chitarra elettrica[18]
- Mirko Pieri - basso[18]
- Monia Russo - voce femminile[18]